# Taïfa de Séville
1023–1091
Entités précédentes :
- Califat de Cordoue

Entités suivantes :
- Almoravides

La taïfa de Séville fut au Moyen Âge un royaume arabo-musulman (ou « taïfa »)  de la péninsule ibérique, dont la capitale était Séville. 

## Description
La taïfa s'étendait sur les provinces actuelles de Séville, Cadix et Huelva, ainsi que sur une partie de l'actuelle province de Malaga avec les villes de Teba, Cañete la Real, Archidona, Estepona, Ardales et Sierra de las Yeguas.
Après la conquête de la péninsule, Séville et Cordoue devinrent rapidement des villes très importantes. 
Le nom de Séville est d'ailleurs d'origine arabe. Ils appelèrent la ville Ichbiliya (en arabe : ʾašbīlīya, أشبيليّة). Ce nom se transforma ensuite en Chbilya puis Sevilla.
- 1023 : Fondation de la taïfa
- Règne de Abû al-Qasim dit Abbad Ier (règne 1023-1042). Fondateur de la dynastie des Abbadides qui gouverna la taïfa.
- Règne de Al-Mutadid dit Abbad II (règne 1042-1068)
- Règne de Al-Mu`tamid ibn Abbad dit Abbad III (règne 1068-1091)

La taïfa réussit à dominer toute l'Andalousie occidentale et Murcie. À la suite de nombreux tributs qu'ils durent verser au roi de Castille, son pouvoir s'affaiblit. Elle demanda finalement l'aide des Almoravides.
- 1091 : Les Almoravides nommèrent un gouverneur et destituèrent le dernier roi abbadide, Al-Mu'tamid.

Au XIe siècle, Séville fut l'un des centres culturels les plus importants de Al-Andalus. Entre autres écrivains : Ibn al-Abbar de Almería, auteur de lettres; Abu Amir ibn Maslama; Abul Walid al-Himyari, antologiste de l'œuvre des deux précédents. L'émir Al-Mutadid était aussi poète. Lui et son fils Al-Mu`tamid furent initiés à cet art par le poète Abu Bakr ibn Ammar. Al-Mu`tamid fut l'ami intime de Abu Bakr ibn Ammar. La légende raconte que celui vainquit Alphonse VI aux échecs. Al-Mu`tamid fut l'amant de la future reine Itimad (Rumaykiyya). Il fut fait prisonnier et exilé au Maroc par ses propres alliés, les Almoravides.
Les enfants d'Al-Mu`tamid, Al-Rashid et Al-Radi se remarquèrent également par leurs écrits. 
Durant le règne des Almohades, furent construits la Giralda, les Alcázares royaux et San Marcos. 
- 1248 : Conquête de la ville par le roi Ferdinand III de Castille.

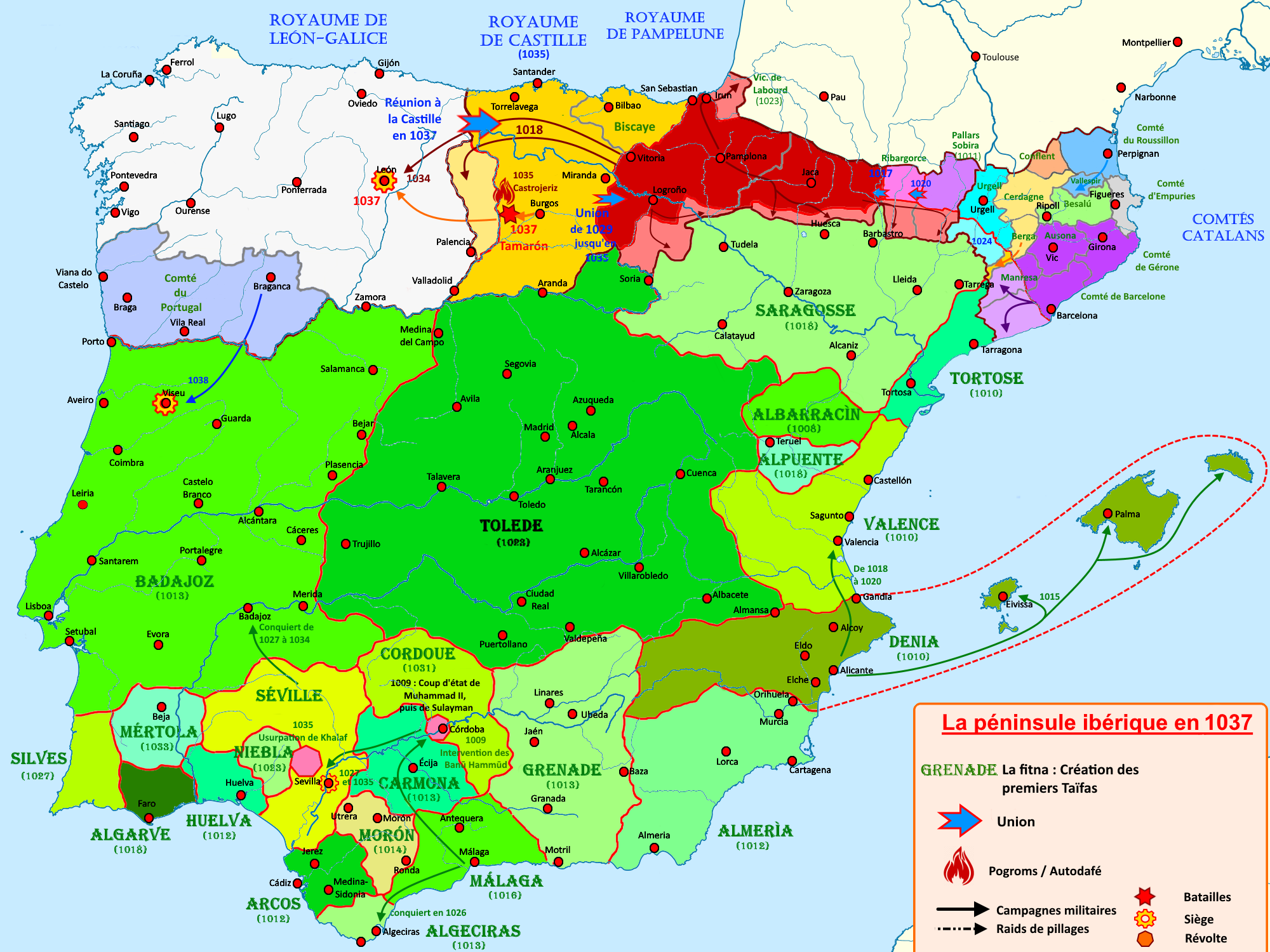
La première taïfa de Séville, en 1037
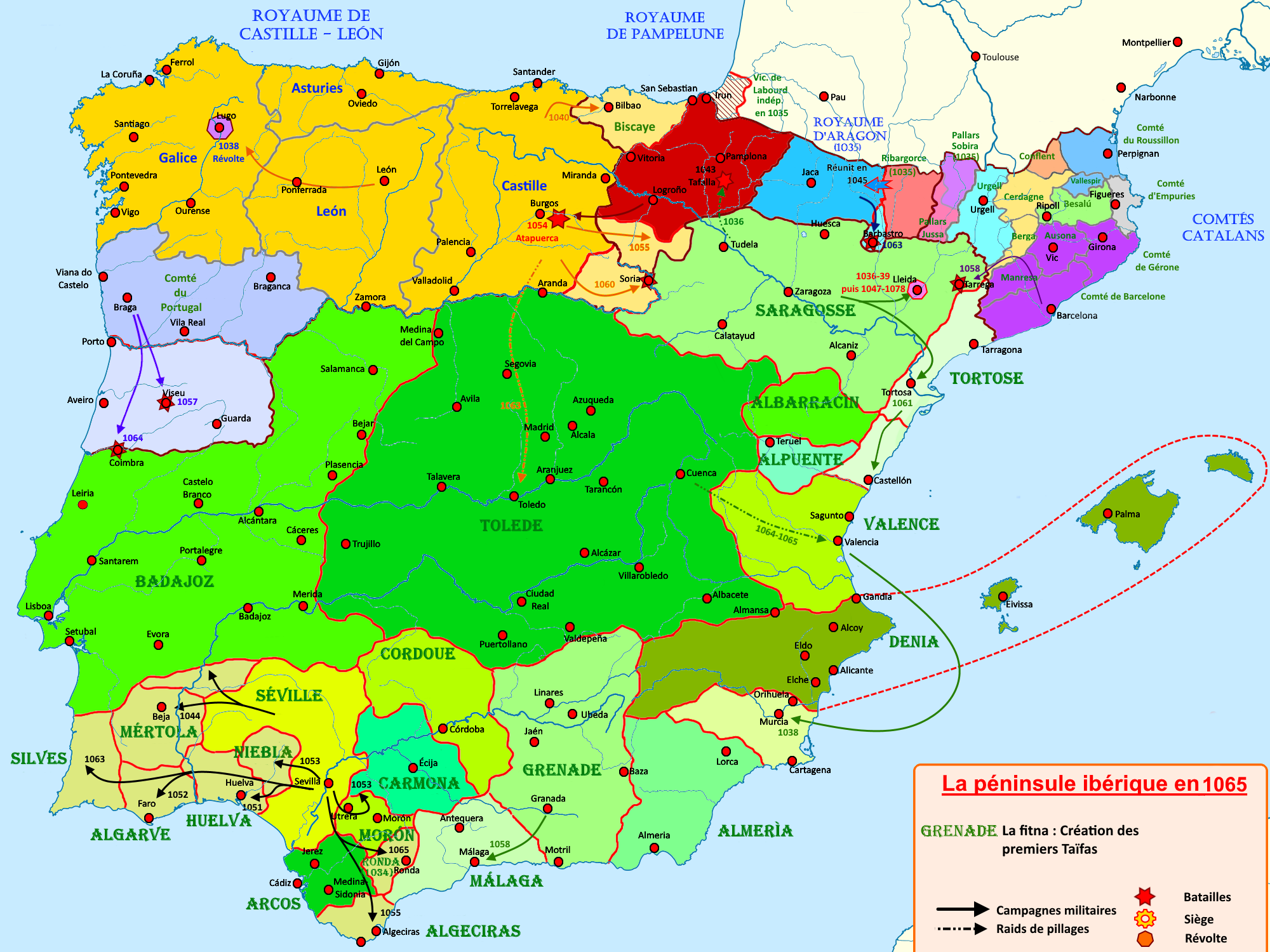
Les conquête de Séville en 1065
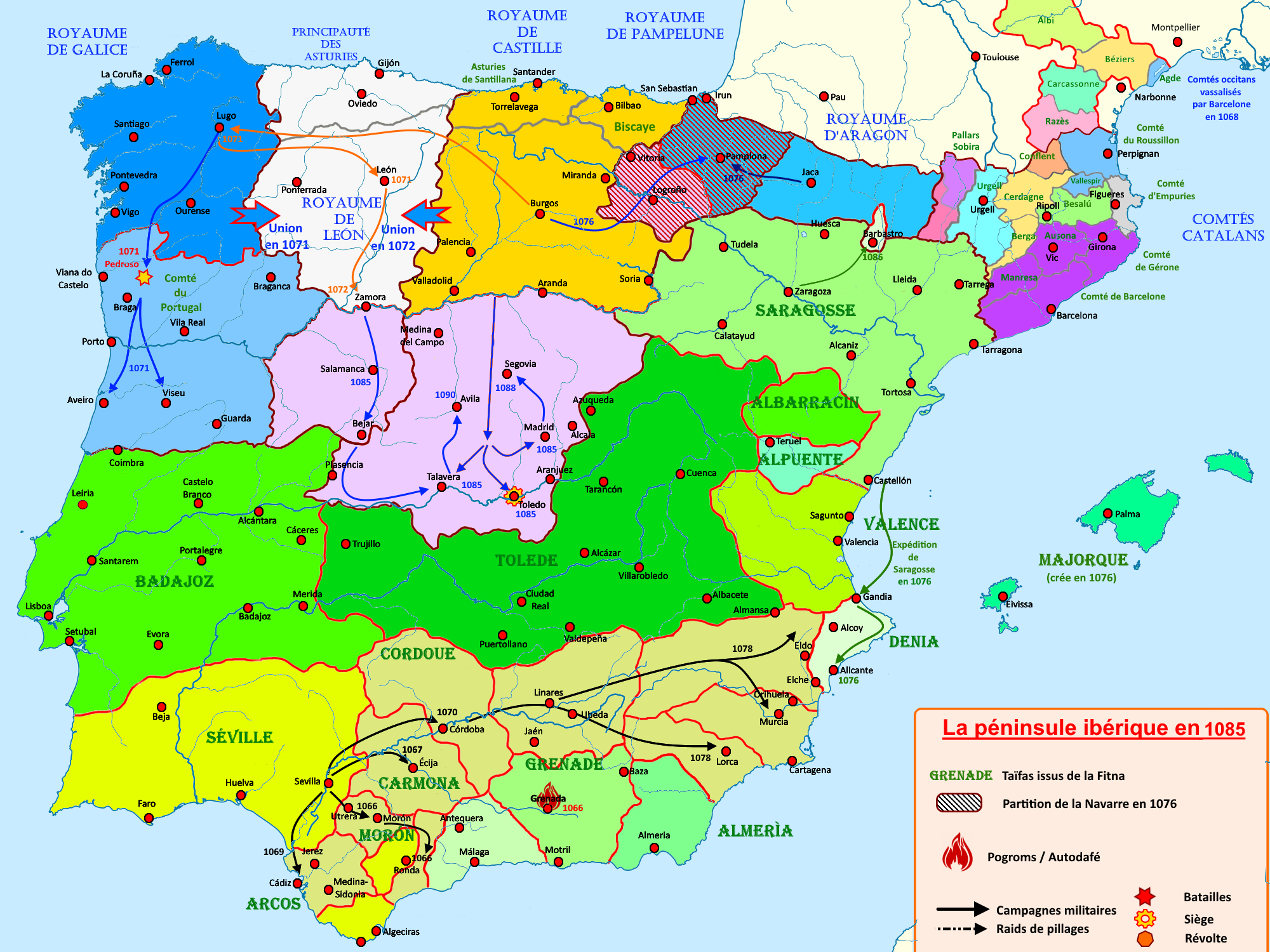
L'expansion maximale de Séville en 1085
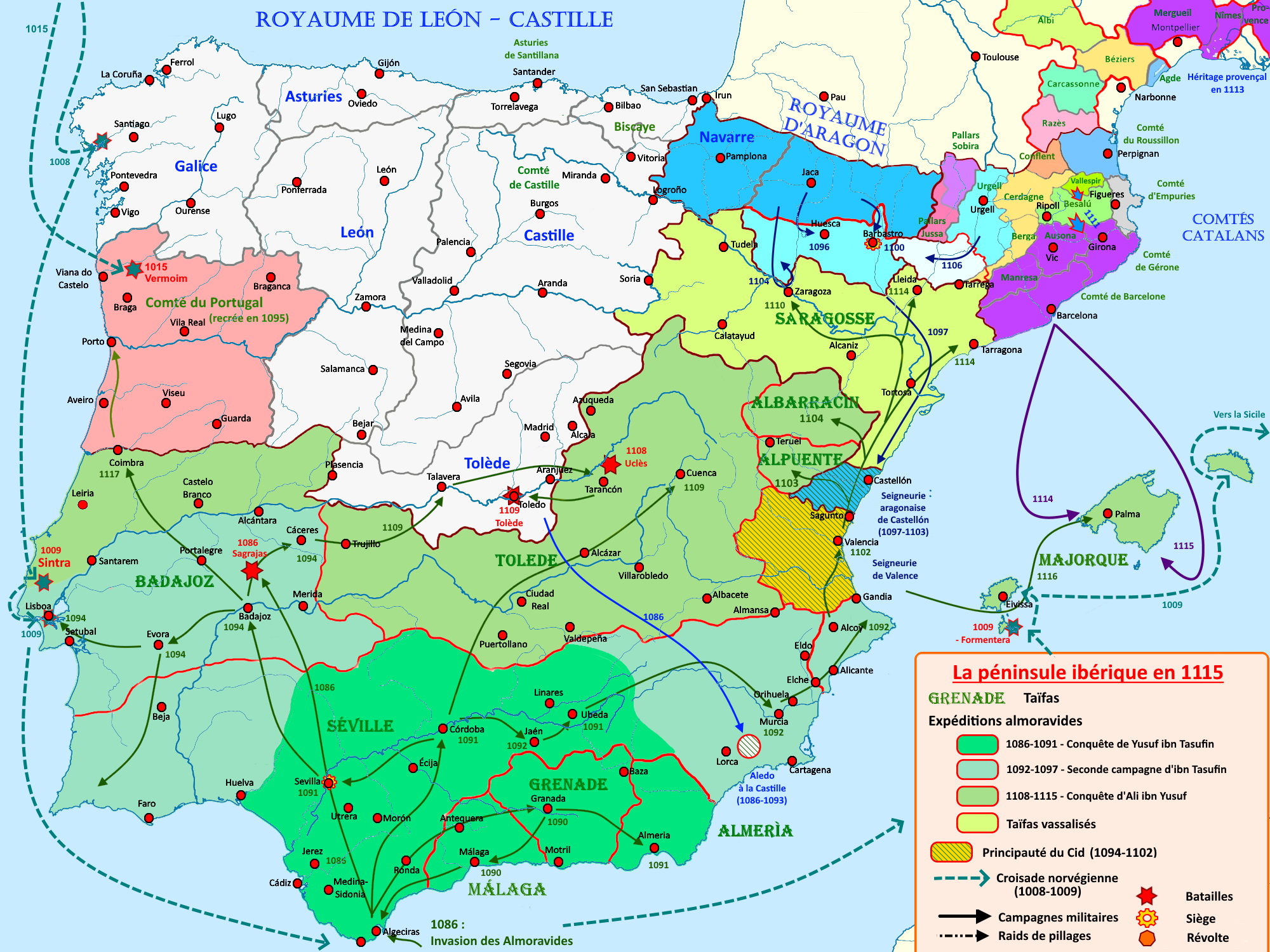
La défaite de Séville face aux Almoravides
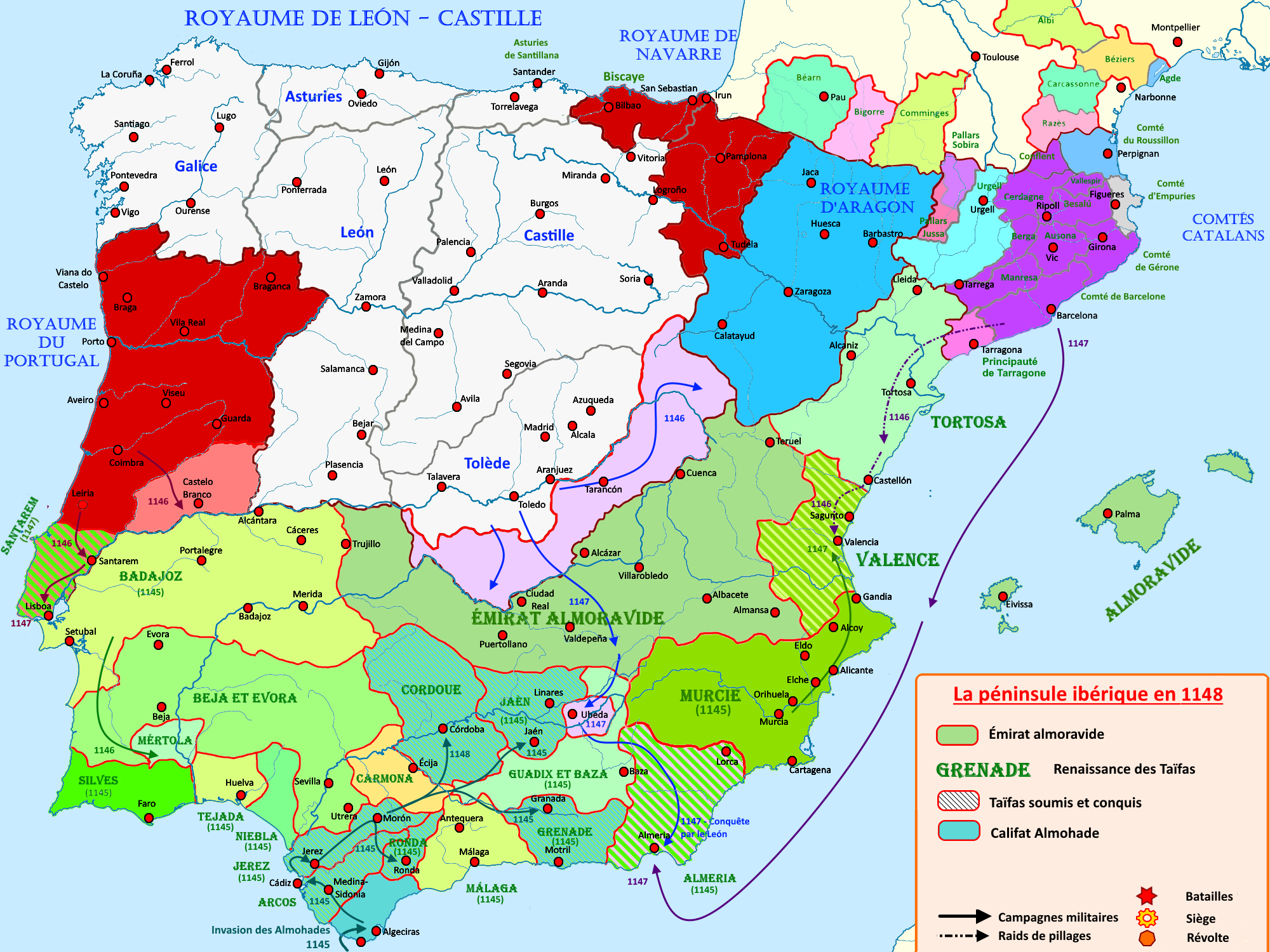
La seconde taïfa de Séville, en 1148
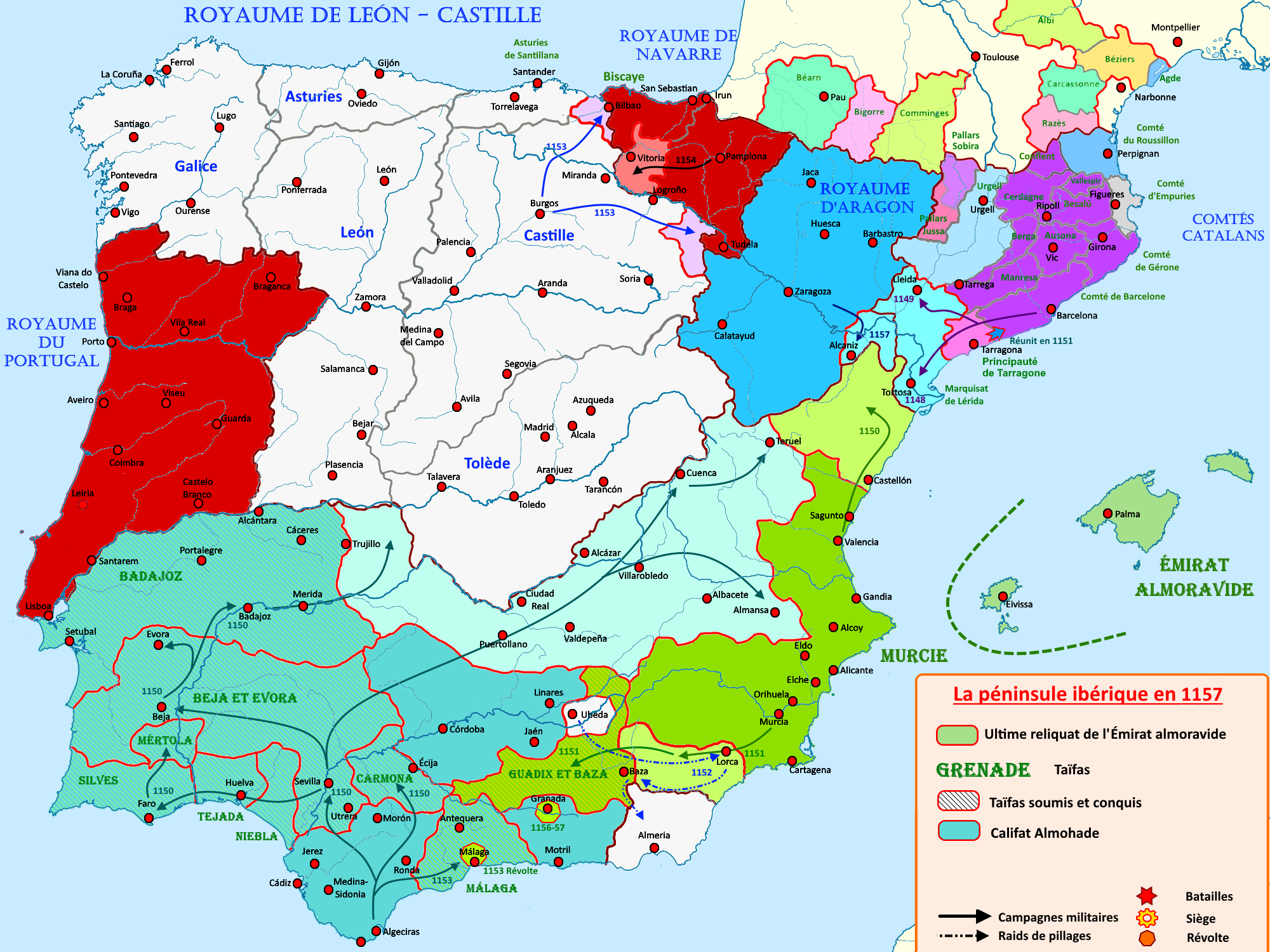
L'annexion de Séville par les Almohades
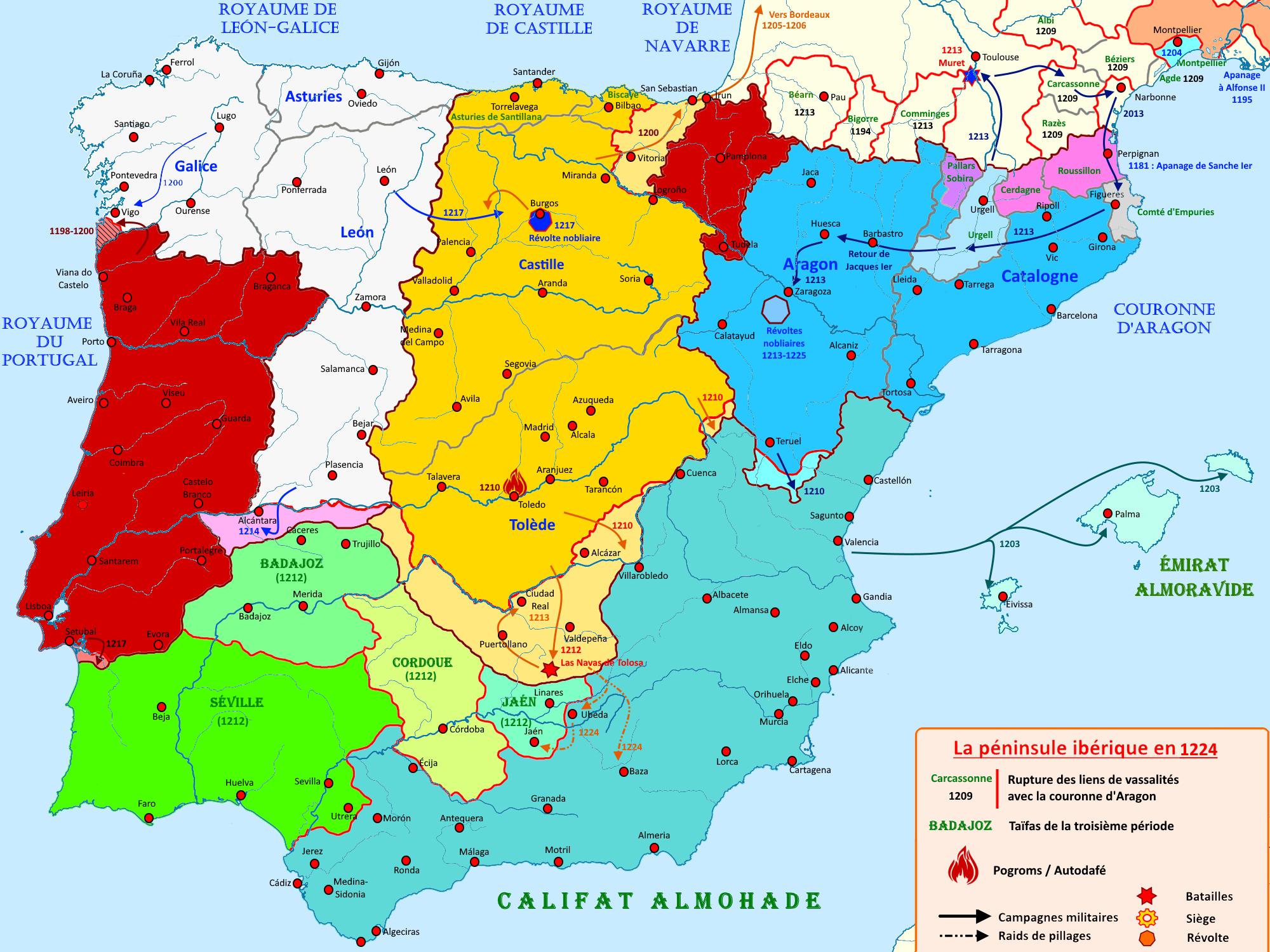
La troisième Taïfa de Séville, en 1224
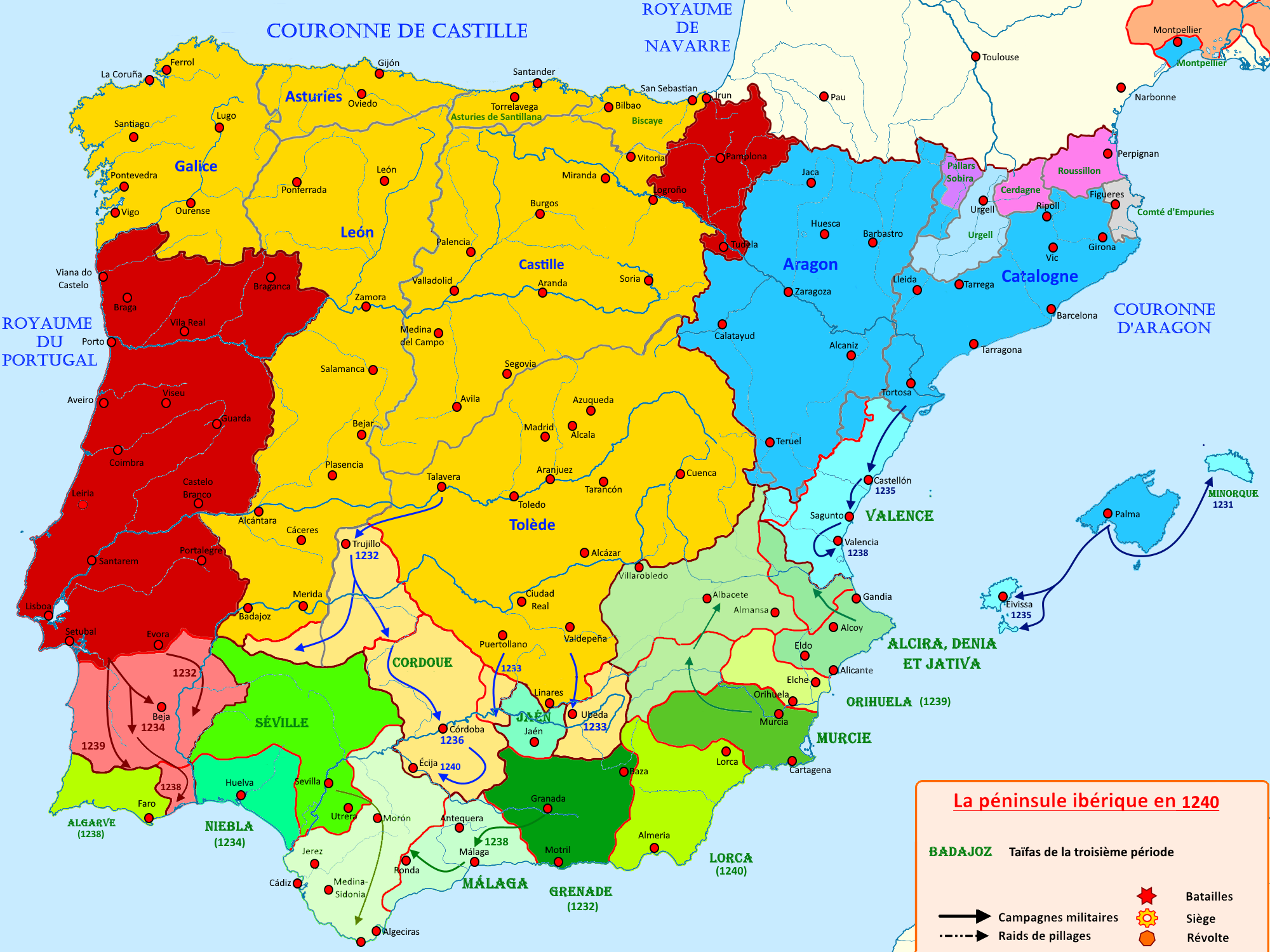
Séville face à la Reconquista, 1240
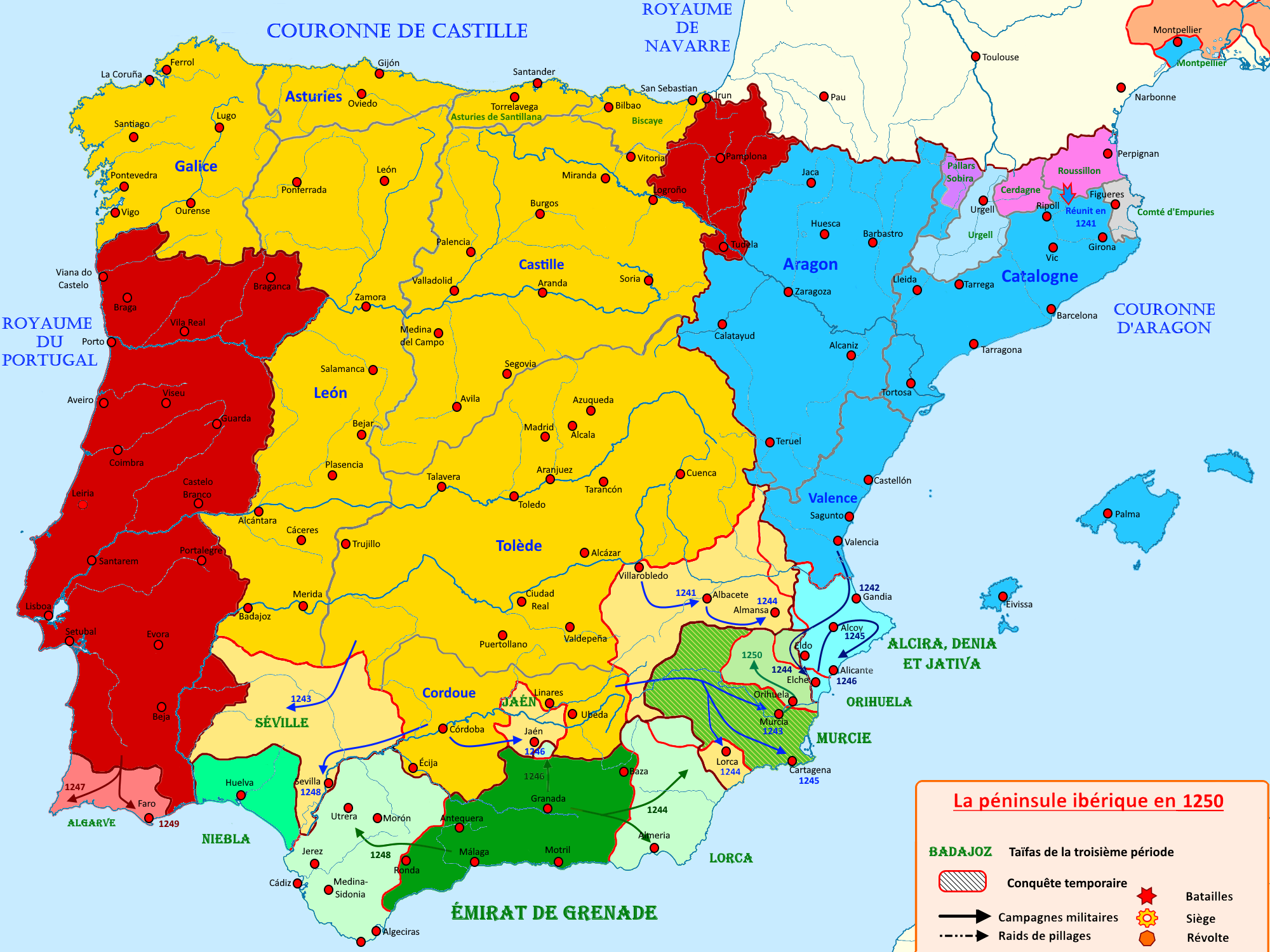
La fin de la taïfa de Séville en 1248